# Tausendpunkt-Mondschnecke
Die Tausendpunkt-Mondschnecke oder Tausendpunkt-Nabelschnecke (Natica stercusmuscarum) ist eine Schnecke aus der Familie der Mondschnecken, die sich von Mollusken ernährt. Sie lebt im Mittelmeer und angrenzenden Gebieten des Atlantiks.

## Merkmale
Das eiförmig-kugelige Schneckenhaus von Natica stercusmuscarum, das bei ausgewachsenen Schnecken mit 6 stark gewölbten Umgängen bis zu 3,7 cm Länge und einen Durchmesser von bis zu 5,3 cm erreicht, hat eine glatte Oberfläche und ist dicht unter der Naht etwas konkav. Der Nabel, der allmählich in das umgebende Gehäuse übergeht, ist groß und trägt in der Mitte einen dünnen, zylindrischen, spiralförmigen Wulst, der von der dicken Innenlippe durch eine leichte Einbuchtung getrennt ist. Die Spindellippe ist leicht konvex.
Die gelblich weiße Oberfläche des Hauses ist mit dichten kleinen roten, ins Bläuliche übergehenden Punkten übersät. Es gibt eine wenig gepunktete Form sowie weitere Formen mit zusätzlichen größeren braunen Flecken, die ungeordnet oder in drei Reihen stehen können. Der Nabel ist blass rotbraun und außen mit einer schmalen weißen Binde umgeben. Das Innere des Hauses ist violett und zur Mündung hin weiß, die Innenlippe milchig weiß. Das Operculum der Tausendpunkt-Mondschnecke ist hornig und nach außen kalkig mit zahlreichen konzentrischen, dünnen, gekörnelten und gekerbten Lamellen.
Das Mesopodium und Propodium der Schnecke umgeben das Schneckenhaus beim Kriechen mit gleicher Breite. Schnecken der typischen Farbvariante haben auf ihrem dunkelgrauen Mesopodium weiße Punkte und eine weiße Linie am Rand, während Schnecken mit wenig gepunktetem Gehäuse auf dem Mesopodium dünne weißliche Linien und am Rand keine Linie haben. Die Fühler und das Propodium sind generell weißlich grau. Das Tier kann sein Gehäuse nicht mit dem Fuß ganz bedecken, nur der untere Rand wird beim Kriechen bedeckt.

## Verbreitung und Lebensweise
Die Tausendpunkt-Mondschnecke tritt im Mittelmeer auf. Dort ist sie auf sandigen und schlammigen Böden sehr häufig. Sie lebt unterhalb der Gezeitenzone in Tiefen von 20 bis 100 Metern. Wie andere Mondschnecken ernährt sich Natica stercusmuscarum von Muscheln und Schnecken. Die Beute wird mit dem Fuß umfasst und mit der Radula ein Loch in die Schale gebohrt.

## Systematik
Johann Friedrich Gmelin beschreibt 1791 in seiner erweiterten Ausgabe des von Carl von Linné übernommenen Systema Naturae die Art unter dem Namen Nerita Stercus muscarum, fasst also noch wie Linné die Nabelschnecken mit den Kahnschnecken in einer Gattung Nerita zusammen. Er stellt dabei die Frage, ob es sich um eine von Nerita canrena (heute: Naticarius canrena) unterschiedliche Art handele. Ein weiteres Synonym ist Natica millepunctata Lamarck, 1822.